# Agli-Bol

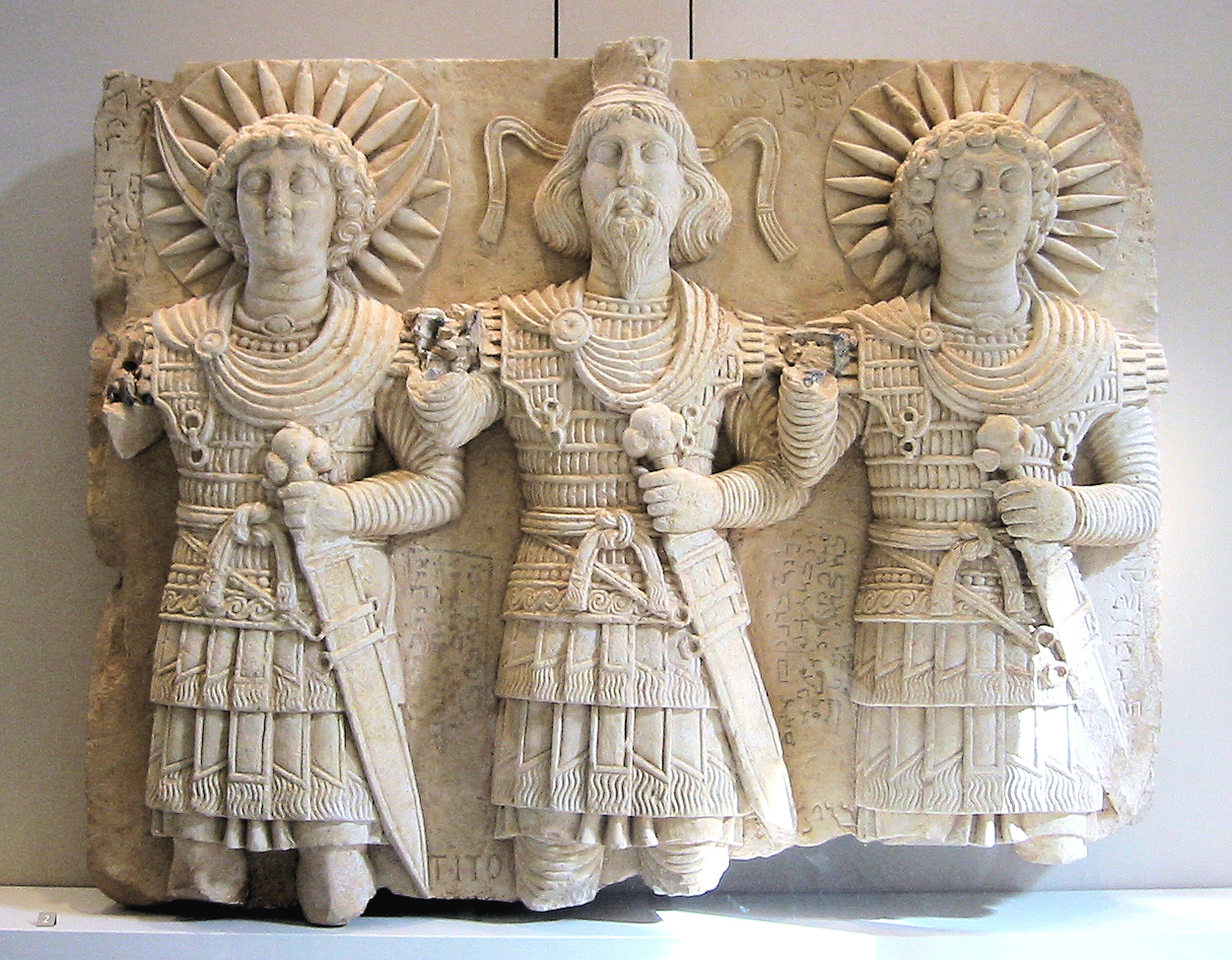
Divinità venerate nella città di Palmira: da sinistra a destra: il dio lunare Agli-Bol, il dio supremo Baalshamin ed il dio solare Malakbêl. Risalente al I secolo d.C., il bassorilievo è stato ritrovato nei pressi di Bir Wereb, Wadi Miyah, in Siria ed attualmente è conservato presso il Museo del Louvre.

Agli-Bol è una divinità particolarmente venerata nella città di Palmira, antica città della Siria.
Raramente veniva considerata come rappresentazione del dio sole, maggiormente accreditata l'ipotesi che fosse il dio della luna. 
Sono state rilevate due forme di rappresentazione: la prima come ragazzo, la seconda come uomo virile.